# Aubussargues
Aubussargues est une commune française située dans le centre du département du Gard, en région Occitanie.
Exposée à un climat méditerranéen, elle est drainée par le Bourdic et par un autre cours d'eau. Incluse dans les gorges du Gardon, la commune possède un patrimoine naturel remarquable composé d'une zone naturelle d'intérêt écologique, faunistique et floristique.
Aubussargues est une commune rurale qui compte 326 habitants en 2022, après avoir connu une forte hausse de la population depuis 1975. Elle fait partie de l'aire d'attraction d'Uzès. Ses habitants sont appelés les Aubussargois et Aubussargoises.

## Géographie

### Climat
Pour des articles plus généraux, voir Climat de l'Occitanie et Climat du Gard.
En 2010, le climat de la commune est de type climat méditerranéen franc, selon une étude s'appuyant sur une série de données couvrant la période 1971-2000. En 2020, Météo-France publie une typologie des climats de la France métropolitaine dans laquelle la commune est exposée à un climat méditerranéen et est dans la région climatique Provence, Languedoc-Roussillon, caractérisée par une pluviométrie faible en été, un très bon ensoleillement (2 600 h/an), un été chaud (21,5 °C), un air très sec en été, sec en toutes saisons, des vents forts (fréquence de 40 à 50 % de vents > 5 m/s) et peu de brouillards.
Pour la période 1971-2000, la température annuelle moyenne est de 13,8 °C, avec une amplitude thermique annuelle de 17,6 °C. Le cumul annuel moyen de précipitations est de 827 mm, avec 6,7 jours de précipitations en janvier et 3,1 jours en juillet. Pour la période 1991-2020, la température moyenne annuelle observée sur la station météorologique la plus proche, située sur la commune d'Uzès à 8 km à vol d'oiseau, est de 14,5 °C et le cumul annuel moyen de précipitations est de 809,4 mm,. Pour l'avenir, les paramètres climatiques de la commune estimés pour 2050 selon différents scénarios d'émission de gaz à effet de serre sont consultables sur un site dédié publié par Météo-France en novembre 2022.

### Milieux naturels et biodiversité

#### Espaces protégés
La protection réglementaire est le mode d’intervention le plus fort pour préserver des espaces naturels remarquables et leur biodiversité associée,.
La commune fait également partie des gorges du Gardon, un territoire  reconnu réserve de biosphère par l'UNESCO en 2015 pour l'importante biodiversité qui la caractérise, mariant garrigues, plaines agricoles et yeuseraies,.

#### Zones naturelles d'intérêt écologique, faunistique et floristique

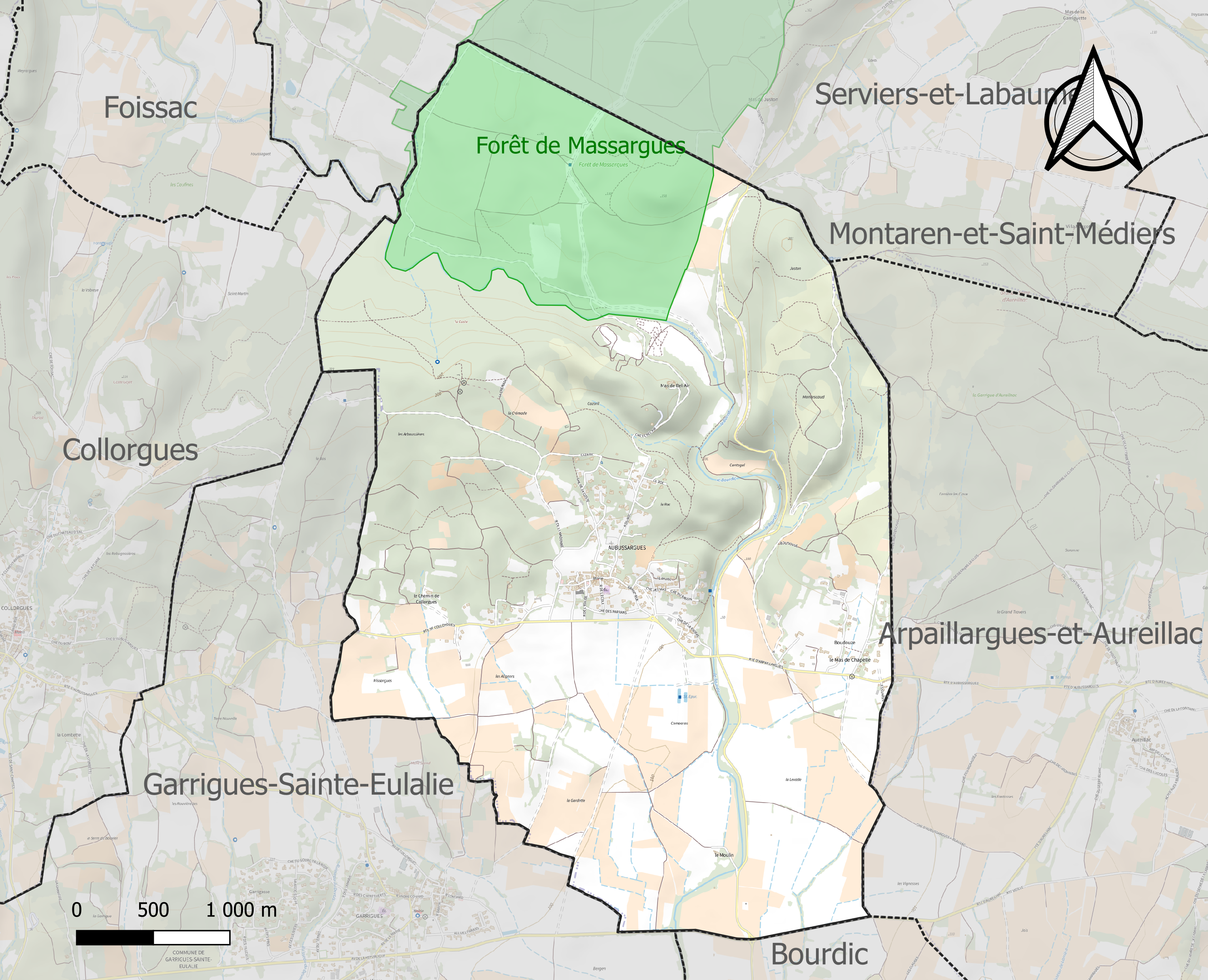
Carte de la ZNIEFF de type 1 localisée sur la commune.

L’inventaire des zones naturelles d'intérêt écologique, faunistique et floristique (ZNIEFF) a pour objectif de réaliser une couverture des zones les plus intéressantes sur le plan écologique, essentiellement dans la perspective d’améliorer la connaissance du patrimoine naturel national et de fournir aux différents décideurs un outil d’aide à la prise en compte de l’environnement dans l’aménagement du territoire.
Une ZNIEFF de type 1 est recensée sur la commune :
la « forêt de Massargues » (268 ha), couvrant 2 communes du département.

## Urbanisme

### Typologie
Au 1er janvier 2024, Aubussargues est catégorisée commune rurale à habitat dispersé, selon la nouvelle grille communale de densité à sept niveaux définie par l'Insee en 2022.
Elle est située hors unité urbaine. Par ailleurs la commune fait partie de l'aire d'attraction d'Uzès, dont elle est une commune de la couronne,. Cette aire, qui regroupe 18 communes, est catégorisée dans les aires de moins de 50 000 habitants,.

### Occupation des sols
L'occupation des sols de la commune, telle qu'elle ressort de la base de données européenne d’occupation biophysique des sols Corine Land Cover (CLC), est marquée par l'importance des territoires agricoles (51,5 % en 2018), en augmentation par rapport à 1990 (49,8 %). La répartition détaillée en 2018 est la suivante : 
cultures permanentes (33,5 %), forêts (33,4 %), zones agricoles hétérogènes (10,7 %), milieux à végétation arbustive et/ou herbacée (10,4 %), terres arables (7,3 %), zones urbanisées (4,7 %). L'évolution de l’occupation des sols de la commune et de ses infrastructures peut être observée sur les différentes représentations cartographiques du territoire : la carte de Cassini (XVIIIe siècle), la carte d'état-major (1820-1866) et les cartes ou photos aériennes de l'IGN pour la période actuelle (1950 à aujourd'hui).

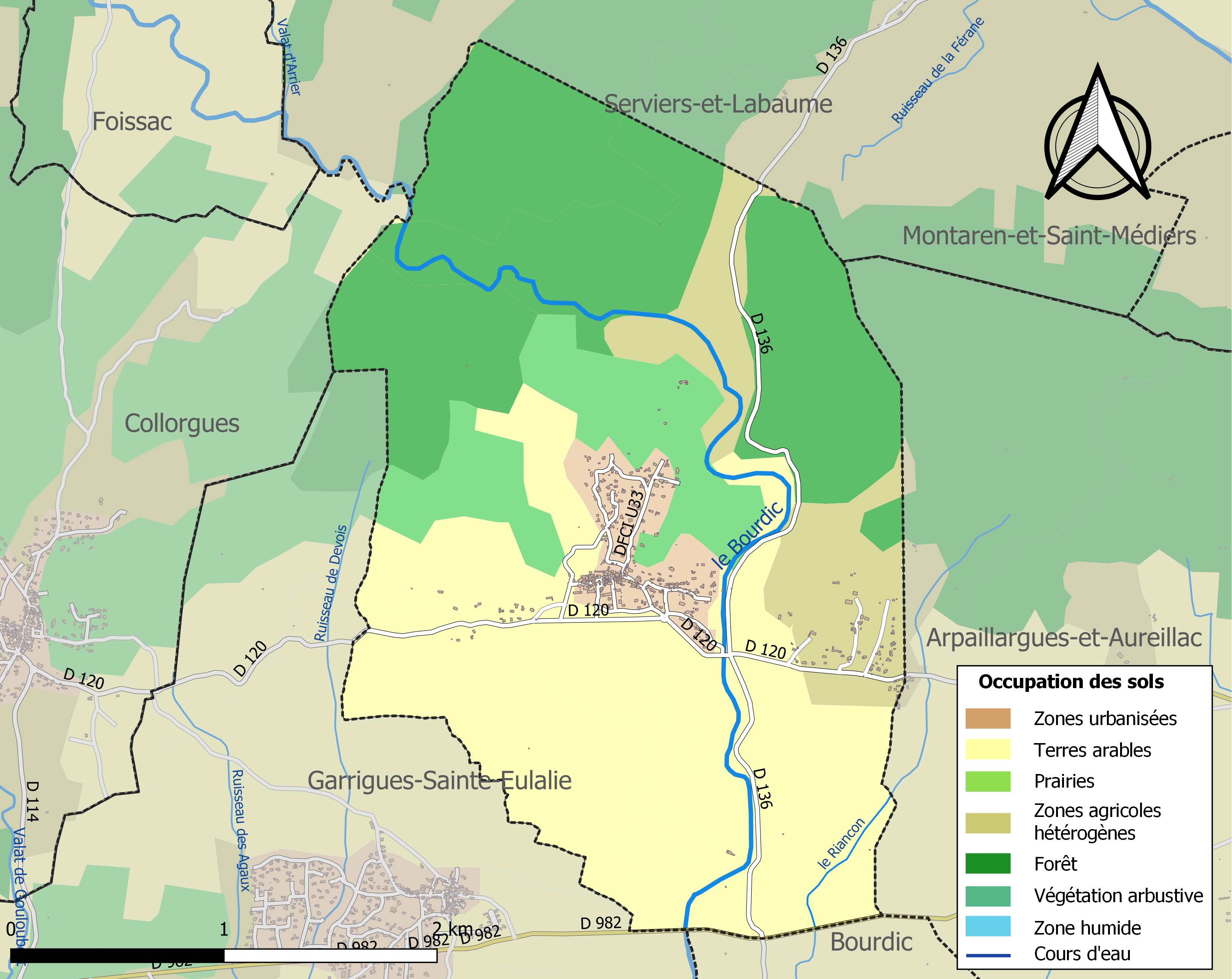
Carte des infrastructures et de l'occupation des sols de la commune en 2018 (CLC).

### Risques majeurs
Le territoire de la commune d'Aubussargues est vulnérable à différents aléas naturels : météorologiques (tempête, orage, neige, grand froid, canicule ou sécheresse), inondations, feux de forêts et séisme (sismicité faible). Il est également exposé à un risque technologique,  le transport de matières dangereuses. Un site publié par le BRGM permet d'évaluer simplement et rapidement les risques d'un bien localisé soit par son adresse soit par le numéro de sa parcelle.

#### Risques naturels
Certaines parties du territoire communal sont susceptibles d’être affectées par le risque d’inondation par débordement de cours d'eau et par une crue torrentielle ou à montée rapide de cours d'eau, notamment le Bourdic. La commune a été reconnue en état de catastrophe naturelle au titre des dommages causés par les inondations et coulées de boue survenues en 1982, 1983, 1994, 1995, 2002, 2005 et 2014,.

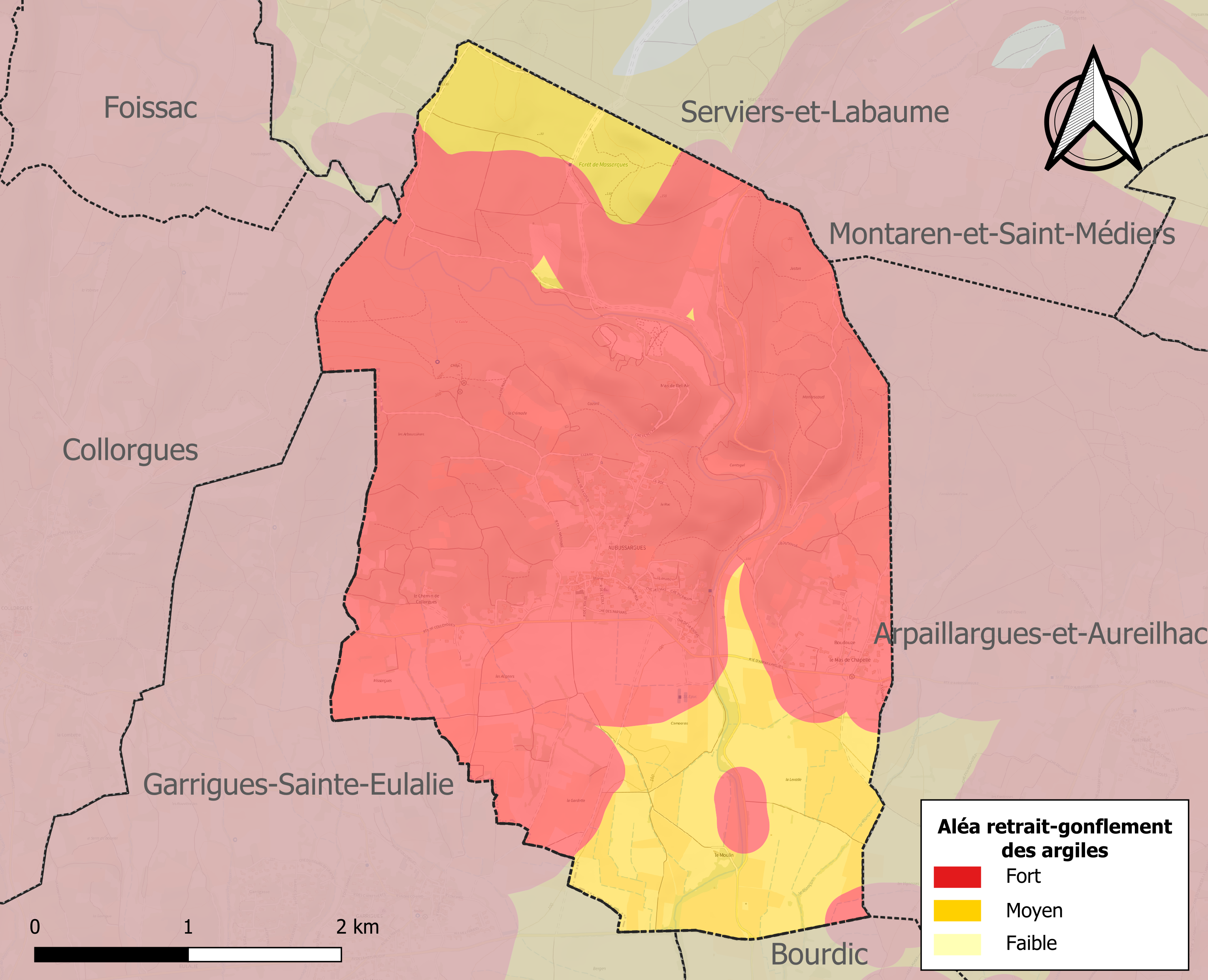
Carte des zones d'aléa retrait-gonflement des sols argileux d'Aubussargues.

Le retrait-gonflement des sols argileux est susceptible d'engendrer des dommages importants aux bâtiments en cas d’alternance de périodes de sécheresse et de pluie. La totalité de la commune est en aléa moyen ou fort (67,5 % au niveau départemental et 48,5 % au niveau national). Sur les 206 bâtiments dénombrés sur la commune en 2019, 206 sont en aléa moyen ou fort, soit 100 %, à comparer aux 90 % au niveau départemental et 54 % au niveau national. Une cartographie de l'exposition du territoire national au retrait gonflement des sols argileux est disponible sur le site du BRGM,.
Par ailleurs, afin de mieux appréhender le risque d’affaissement de terrain, l'inventaire national des cavités souterraines permet de localiser celles situées sur la commune.
Concernant les mouvements de terrains, la commune a été reconnue en état de catastrophe naturelle au titre des dommages causés par la sécheresse en 2017 et par des mouvements de terrain en 1983.

#### Risques technologiques
Le risque de transport de matières dangereuses sur la commune est lié à sa traversée par des infrastructures routières ou ferroviaires importantes ou la présence d'une canalisation de transport d'hydrocarbures. Un accident se produisant sur de telles infrastructures est en effet susceptible d’avoir des effets graves au bâti ou aux personnes jusqu’à 350 m, selon la nature du matériau transporté. Des dispositions d’urbanisme peuvent être préconisées en conséquence.

## Politique et administration

### Liste des maires
| Période                                  | Période  | Identité            | Étiquette | Qualité |
| ---------------------------------------- | -------- | ------------------- | --------- | ------- |
| 1977                                     | 1995     | Jean Dhombres       |           |         |
| juin 1995                                | 2008     | Julienne Chabalier  |           |         |
| mars 2008                                | En cours | Christian Chabalier |           |         |
| Les données manquantes sont à compléter. |          |                     |           |         |

## Population et société

### Démographie
L'évolution du nombre d'habitants est connue à travers les recensements de la population effectués dans la commune depuis 1793. Pour les communes de moins de 10 000 habitants, une enquête de recensement portant sur toute la population est réalisée tous les cinq ans, les populations de référence des années intermédiaires étant quant à elles estimées par interpolation ou extrapolation. Pour la commune, le premier recensement exhaustif entrant dans le cadre du nouveau dispositif a été réalisé en 2008.

En 2022, la commune comptait 326 habitants, en évolution de −1,21 % par rapport à 2016 (Gard : +2,97 %, France hors Mayotte : +2,11 %).
| 1793 | 1800 | 1806 | 1821 | 1831 | 1836 | 1841 | 1846 | 1851 |
| ---- | ---- | ---- | ---- | ---- | ---- | ---- | ---- | ---- |
| 276  | 261  | 279  | 276  | 279  | 284  | 282  | 297  | 294  |

| 1856 | 1861 | 1866 | 1872 | 1876 | 1881 | 1886 | 1891 | 1896 |
| ---- | ---- | ---- | ---- | ---- | ---- | ---- | ---- | ---- |
| 298  | 302  | 292  | 292  | 249  | 284  | 266  | 242  | 241  |

| 1901 | 1906 | 1911 | 1921 | 1926 | 1931 | 1936 | 1946 | 1954 |
| ---- | ---- | ---- | ---- | ---- | ---- | ---- | ---- | ---- |
| 268  | 233  | 211  | 183  | 183  | 191  | 196  | 186  | 189  |

| 1962 | 1968 | 1975 | 1982 | 1990 | 1999 | 2006 | 2008 | 2013 |
| ---- | ---- | ---- | ---- | ---- | ---- | ---- | ---- | ---- |
| 178  | 185  | 163  | 164  | 216  | 238  | 313  | 335  | 330  |

| 2018 | 2022 | - | - | - | - | - | - | - |
| ---- | ---- | - | - | - | - | - | - | - |
| 316  | 326  | - | - | - | - | - | - | - |

## Économie

### Revenus
En 2018  (données Insee publiées en septembre 2021), la commune compte 136 ménages fiscaux, regroupant 318 personnes. La médiane du revenu disponible par unité de consommation est de 22 890 € (20 020 € dans le département).

### Emploi
|                | 2008   | 2013  | 2018  |
| -------------- | ------ | ----- | ----- |
| Commune        | 9,3 %  | 7,7 % | 5,5 % |
| Département    | 10,6 % | 12 %  | 12 %  |
| France entière | 8,3 %  | 10 %  | 10 %  |

En 2018, la population âgée de 15 à 64 ans s'élève à 201 personnes, parmi lesquelles on compte 71,1 % d'actifs (65,7 % ayant un emploi et 5,5 % de chômeurs) et 28,9 % d'inactifs,. En  2018, le taux de chômage communal (au sens du recensement) des 15-64 ans est inférieur à celui de la France et du département, alors qu'en 2008 il était supérieur à celui de la France.
La commune fait partie de la couronne de l'aire d'attraction d'Uzès, du fait qu'au moins 15 % des actifs travaillent dans le pôle,. Elle compte 35 emplois en 2018, contre 38 en 2013 et 41 en 2008. Le nombre d'actifs ayant un emploi résidant dans la commune est de 136, soit un indicateur de concentration d'emploi de 25,7 % et un taux d'activité parmi les 15 ans ou plus de 53,8 %.
Sur ces 136 actifs de 15 ans ou plus ayant un emploi, 28 travaillent dans la commune, soit 21 % des habitants. Pour se rendre au travail, 90,4 % des habitants utilisent un véhicule personnel ou de fonction à quatre roues, 1,5 % les transports en commun, 1,4 % s'y rendent en deux-roues, à vélo ou à pied et 6,6 % n'ont pas besoin de transport (travail au domicile).

### Activités hors agriculture
25 établissements sont implantés  à Aubussargues au 31 décembre 2019. Le tableau ci-dessous en détaille le nombre par secteur d'activité et compare les ratios avec ceux du département,.
Le secteur du commerce de gros et de détail, des transports, de l'hébergement et de la restauration est prépondérant sur la commune puisqu'il représente 36 % du nombre total d'établissements de la commune (9 sur les 25 entreprises implantées  à Aubussargues), contre 30 % au niveau départemental.

### Agriculture
Domaine Clos Galant : domaine viticole, vente de vins.
|               | 1988 | 2000 | 2010 | 2020 |
| ------------- | ---- | ---- | ---- | ---- |
| Exploitations | 20   | 17   | 11   | 8    |
| SAU (ha)      | 420  | 272  | 227  | 247  |

La commune est dans les Garrigues, une petite région agricole occupant le centre du département du Gard. En 2020, l'orientation technico-économique de l'agriculture  sur la commune est la viticulture. Huit exploitations agricoles ayant leur siège dans la commune sont dénombrées lors du recensement agricole de 2020 (20 en 1988). La superficie agricole utilisée est de 247 ha,,.

## Culture locale et patrimoine

### Édifices civils
- - Le château a été remanié au XXe siècle. Seules les pièces du rez-de-chaussée, voûtées en arêtes, datent du bâtiment primitif, érigé au début du XVIIe siècle, par la famille de Vergèze d'Aubussargues. En 1804, il passe, par héritage, à la famille Boileau de Castelnau, puis en 1860, au marquis Camille Mathéi de Valfons, qui le transmet à sa fille Marie Valérie, épouse d'Alfred d'André. Détruit par un incendie en 1897, le château est reconstruit et surélevé d'un étage (toit en ardoises,  poivrières sur les tours, aménagements intérieurs, sol, cheminée). En 1921, le château passe au baron Félix d'André, époux de Maria de Althaus. Il est ensuite la propriété de Joseph d'André, époux de Denise Bailhache, puis de son fils Emmanuel. Les fermes à l’arrière du château, constituent en partie les bâtiments composant le château médiéval. Il reste de belles voûtes et des encadrements en quart de rond, datant du XIIIe siècle. La rue menant au temple passe par l'ancienne cour du château primitif.
  - La co-seigneurie d'Aubussargues, 1 rue de la Mairie (XVe et XVIe siècles) appartient à noble Jean Milon, co-seigneur d'Aubussargues, régent de la Vicomté d'Uzès, au XVe siècle. C'est un bien noble, comme le château, qui n'est pas soumis alors à l'impôt royal, appelé la taille. En 1547, elle passe à la famille de Morel, par héritage des Milon, puis aux de Brueys. Début XVIIe, elle est achetée par Nicolas de Vergèze. En 1676, elle est vendue par Madelaine de Gasc, épouse de noble Claude de Vergèze, à la famille Nouet, dont ses membres sont maîtres cardeurs et consuls d'Aubussargues. Elle appartient toujours à leurs descendants. Le décor et la fenêtre à meneau sont de style Renaissance, l'écu armorié sculpté sur le linteau de la cheminée, du XVe siècle, et la porte ogivale, du XIVe siècle. Une pièce du 1er étage conserve une fenêtre au décor exceptionnel, datant de la fin du XVe siècle, décorée de moulures croisées, composées de tores, lisses et torsadés et de gorges. Les pièces voûtées en arêtes ou en berceau du rez-de-chaussée, remontent au Moyen Âge. Le puits banal, dit du seigneur, taillé dans la roche, est encore plus ancien.
- Le petit patrimoine est important :
  - puits ;
  - vieilles bâtisses ;
  - lavoir ;
  - capitelles ;
  - moulins à eau et à vent ;
  - moulin à huile dans le village.

### Édifices religieux
- L'église Saint-Pierre-et-Saint-Paul se situe sur la place. Dans la deuxième moitié du XVIe siècle, elle devient le temple des réformés, le village étant entièrement protestant. Elle n'est rendue au culte catholique qu'en 1685, lors de la révocation de l'édit de Nantes.
- Le temple protestant a été construit en 1845.

### Patrimoine culturel
Voir Livre  de JC Galant, Histoire des demeures historiques d'Aubussargues XIIIe – XXe siècles, éditions La Fenestrelle, 2022.

## Héraldique
| Blason de Aubussargues | Blason  | De sinople au pal losangé d'or et de sable. |
| Blason de Aubussargues | Détails |                                             |